# 쌀보리
쌀보리(학명: Hordeum distichon 호르데움 디스티콘[*])는 벼과의 한해살이풀이다. 보리의 한 종류로, 까끄라기가 짧고 씨방 벽에서 점착 물질이 분비되지 않아서 겨가 잘 분리되는 특성이 있다. 한국에서는 대전 이남의 남부 지방에서 재배된다.

## 겉보리와의 비교
쌀보리는 겉보리보다 내한성이 약하지만 도정이 쉽다.

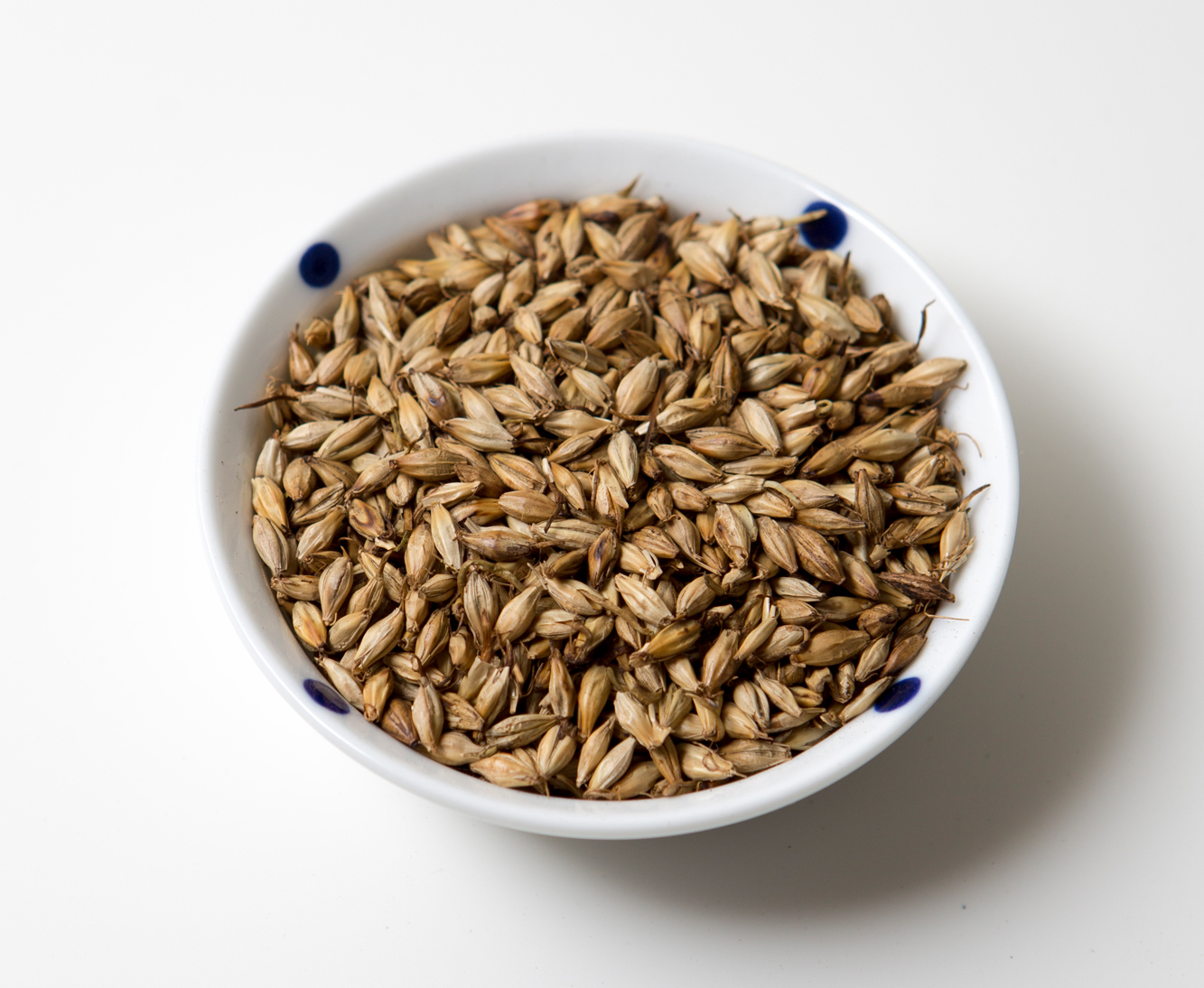
겉보리
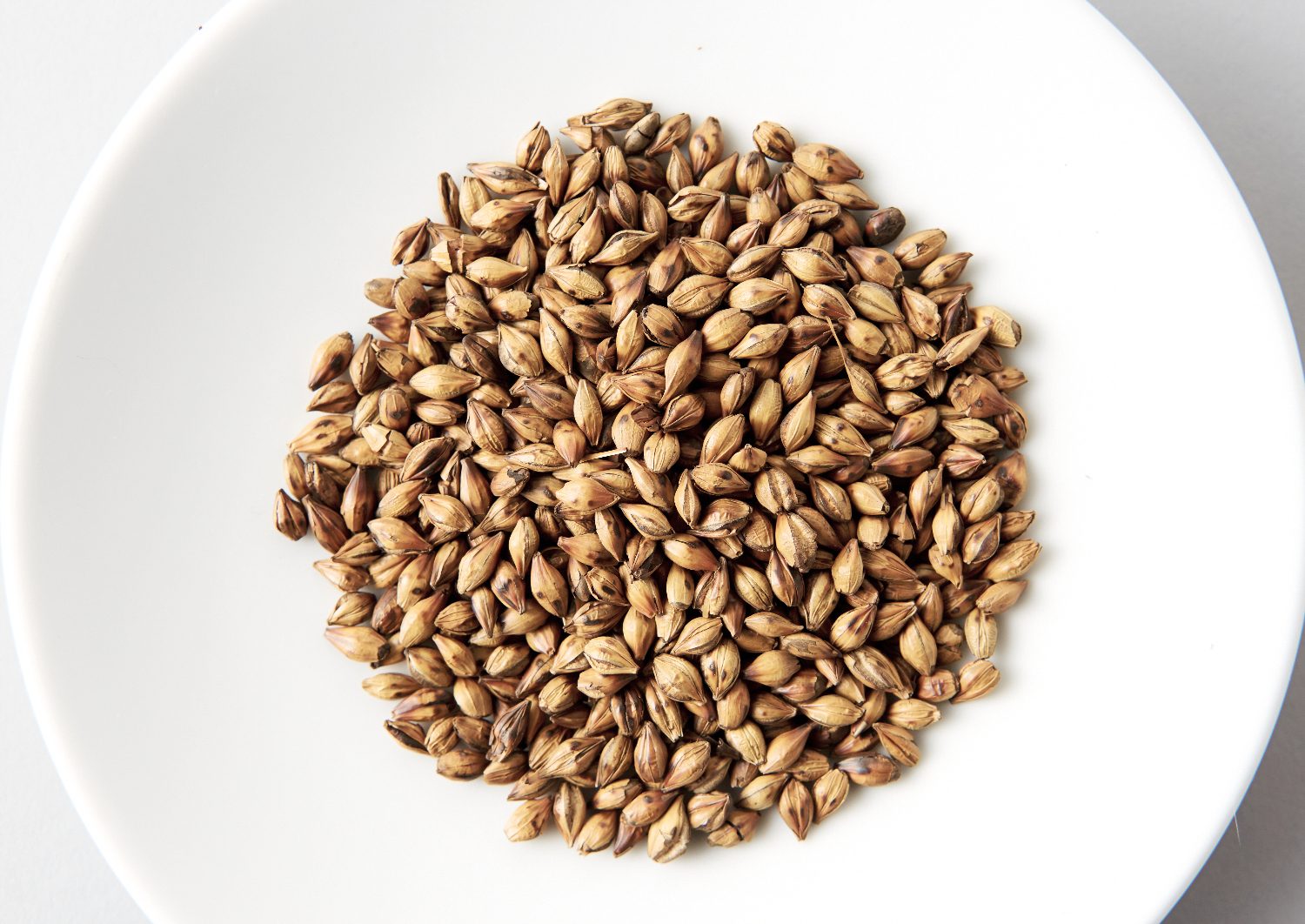
쌀보리

## 같이 보기
- 겉보리
- 보리쌀